# Prosopocera ochreosparsa
Prosopocera ochreosparsa är en skalbaggsart som beskrevs av Stefan von Breuning 1939. Prosopocera ochreosparsa ingår i släktet Prosopocera och familjen långhorningar.
Artens utbredningsområde är Kenya. Inga underarter finns listade i Catalogue of Life.